# 마릴리아 AC
마릴리아 아틀레치쿠 클루비(Marília Atlético Clube)는 1942년 4월 12일에 창단한 브라질 상파울루주 마릴리아를 연고로 하는 축구팀이다. 2018년 현재 전국 3부 리그 캄페오나투 브라질레이루 세리이 C와 상파울루 주리그 3부 캄페오나투 파울리스타 A3에 참가하고 있다.
창단 초기 구단 명은 이스포르치 클루비 코메르시아우였으나, 팬들의 호응을 받지 못하고 1947년 7월 11일 현재의 구단명으로 변경하였다.

## History
클럽은 1942년 4월 12일 Esporte Clube Comercial라는 이름으로 창단 되었다. 하지만 클럽 이름은 팬들에게 그리 지지를 받지 못 했으며, 결국  1947년 7월 11일 총회에서 클럽 이름을 Marília Atlético Clube로 변경했다.
1954년 4월 19일, Marília는 공식적인 축구 활동을 중단했다. 하지만 1969년 7월 7일, Marília는 축구 활동을 재개 하게 되었다.

## 수상
- 캄페오나투 파울리스타 2부
  - 우승 (2회) : 1971, 2002

## 선수 명단

### 현역
참고: FIFA 자격 규정에 따라 소속된 국가대표팀 국기를 표시합니다. 선수는 복수의 FIFA 비회원국 국적을 가지고 있을 수 있습니다.
| 번호 | 포지션 | 국적 | 이름 |
| ---- | ------ | ---- | ---- |

| 번호 | 포지션 | 국적 | 이름 |
| ---- | ------ | ---- | ---- |

## 역대 감독
| 감독                  | 임기 |
| --------------------- | ---- |
| 아르투르 베르나르지스 | 1993 |
| 아르투르 베르나르지스 | 2006 |

틀:마릴리아 AC 감독
틀:캄페오나투 파울리스타 세리 A3